# نوبيوكي أوإيشي
نوبُيُوكي أُوإيشي (باليابانية: 大石 信幸) (23 مايو 1974 في شيزوكا في اليابان – )؛ هو لاعب كرة قدم ياباني سابق كان يلعب كمدافع.

## وصلات خارجية
- نوبيوكي أوإيشي على موقع رابطة كرة القدم اليابانية للمحترفين (اليابانية)
- نوبيوكي أوإيشي على موقع عالم كرة القدم.نت (الإنجليزية)